# Mary Losseff
Mary Losseff est une chanteuse britannique d'origine russe.

## Biographie
La famille quitte la Russie en 1921 pour fuir la révolution et s'installe au Japon.